# Borșeni
Borșeni – wieś w Rumunii, w okręgu Neamț, w gminie Războieni. W 2011 roku liczyła 372 mieszkańców.